# کریستی (مرده یا زنده)
کریستی (به ژاپنی: クリスティ ,Kurisuti) یک شخصیت ساختگی در مجموعه بازی‌های ویدئویی مرده یا زنده شرکت تیم نینجا و کویی تکمو است. کریستی برای اولین بار در نسخه مرده یا زنده ۳ در سال ۲۰۰۱، به عنوان شخصیت شهرآشوب این سری حضور پیدا کرد. او در نقش یک قاتل بریتانیایی بدذات به تصویر کشیده شد، که برای کشتن شخصیت هلنا داگلاس استخدام شده بود.
هولی والانس نقش این شخصیت را در فیلم لایو اکشن دی‌اوای: زنده یا مرده (۲۰۰۶) ایفا کرده است.